# Petrochelidon
Petrochelidon (klifzwaluwen) is een geslacht van zangvogels uit de familie zwaluwen (Hirundinidae). Klifzwaluwen komen zowel in de Nieuwe Wereld als de Oude Wereld voor.

## Soorten
Het geslacht kent de volgende soorten:
- Petrochelidon ariel  – Feezwaluw
- Petrochelidon fluvicola  – Indische klifzwaluw
- Petrochelidon fulva  – Holenzwaluw
- Petrochelidon nigricans  – Australische boomzwaluw
- Petrochelidon perdita  – Eritrese klifzwaluw
- Petrochelidon preussi  – Preuss' klifzwaluw
- Petrochelidon pyrrhonota  – Amerikaanse klifzwaluw
- Petrochelidon rufigula  – Roodkeelklifzwaluw
- Petrochelidon rufocollaris  – Peruaanse klifzwaluw
- Petrochelidon spilodera  – Kaapse klifzwaluw